# Simeó I de Jerusalem
Simeó I de Jerusalem (grec antic: Συμεών, llatí: Symeon o Simeon Hyerosolymitanus) (Jerusalem?, primera meitat del segle i - 107 o potser 116), fill de Clopas, i segons creença general parent de Jesucrist, era un jueu, un dels primers dirigents del cristianisme i, segons la tradició, que recull Eusebi de Cesarea, va ser el segon bisbe de Jerusalem després de Jaume, germà de Jesús de Natzaret. És venerat com a sant per tota la cristiandat.
Simeó de Jerusalem s'ha identificat amb un dels profetes i mestres d'Antioquia: Simeó, anomenat el Negre que surt citat a Fets dels Apòstols (Ac 12:1). També s'ha cregut que era Simó, el germà del Senyor (o cosí, segons la traducció) esmentat a l'Evangeli de Mateu (Mt 13:55) i a l'Evangeli de Marc (Mc 6:3). També ha estat identificat amb Simó el Zelota, l'apòstol. Les esglésies llatina i grega i celebren la seva festa el 18 de febrer i el 27 d'abril. El va succeir com a bisbe Just de Jerusalem.
Era fill de Clopas, que era germà de Josep de Natzaret i, segons aquesta genealogia, cosí de Jesús; altres autors el fan fill de Josep amb una primera esposa anterior a Maria. Eusebi de Cesarea el cita com a bisbe després de Jaume el Just. Eusebi diu que Jaume va ser assassinat a instància del summe sacerdot Anà, cap al 63, i llavors va ser bisbe Simeó.
La tradició diu que va ser executat com a cristià i perquè era descendent de David; suposadament tenia 120 anys quan va patir martiri i va morir crucificat durant el regnat de Trajà i amb Àtic com a governador de Síria, i va morir l'any 107. Alguns autors diuen que va morir l'any 116.